# FIDE Circuit 2023

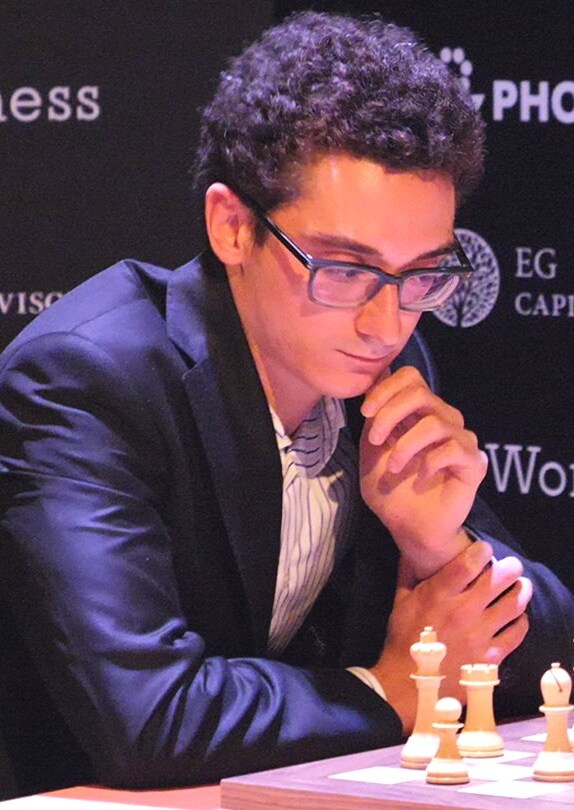
Zwycięzca cyklu FIDE Circuit 2023 – Fabiano Caruana

FIDE Circuit 2023 – jedna z metod kwalifikacji do Turnieju pretendentów 2024, w której szachiści otrzymywali punkty klasyfikacyjne za pięć najlepszych wyników uzyskanych w wybranych, elitarnych turniejach szachowych. Posiadacz największej ilości punktów w klasyfikacji, amerykański arcymistrz Fabiano Caruana, zakwalifkował się do Turnieju pretendentów 2024 innym sposobem, wobec tego zawodnik na drugim miejscu w klasyfikacji punktowej, Gukesh D, również uzyskał miejsce w turnieju.

## Kryteria turniejowe
Do klasyfikacji ogólnej FIDE Circuit 2023 liczyły się wszystkie turnieje szachowe, które spełniały poniższe warunki:
1. Turniej był liczony do rankingu FIDE i kończył się w 2023 r.
2. W turnieju brało udział co najmniej 8 zawodników.
3. Turniej składał się z co najmniej 7 rund (lub co najmniej 3 rund w turniejach rozgrywanych systemem pucharowym).
4. Średni ranking (ang. Tournament Average Rating, TAR) ośmiu najsilniejszych zawodników przekraczał 2550 na liście opublikowanej przed rozpocząciem turnieju.
5. W turnieju brali udział gracze reprezentujący co najmniej trzy różne federacje szachowe.
6. Nie więcej niż połowa z 20 najwyżej notowanych zawodników (lub nie wszyscy w przypadku turniejów, w których brało udział mniej niż 20 zawodników) reprezentuje więcej niż jedną federację szachową.

Do klasyfikacji ogólnej liczyły się również wybrane turnieje niespełniające wszystkich z powyższych warunków, czyli:
- Krajowe Mistrzostwa w szachach (jeśli spełniały warunki 1 – 4)
- Mistrzostwa Świata w szachach szybkich i błyskawicznych
- Kontynentalne Mistrzostwa w szachach szybkich i błyskawicznych
- Inne turnieje w szachy szybkie lub błyskawiczne, w których średni ranking ośmiu najlepszych zawodników przekraczał 2700.

## Punktacja
Punkty FIDE Circuit uzyskane przez zawodnika w wybranym turnieju oblicza się niżej podanym wzorem:
{\displaystyle P=P_{b}\times k\times w}
gdzie:
- {\displaystyle P} – punkty liczone do klasyfikacji FIDE Circuit
- {\displaystyle P_{b}} – punkty bazowe
- {\displaystyle k} – parametr siły turnieju, obliczany jako {\displaystyle k=(TAR-2500)/100,} gdzie {\displaystyle TAR} to średnia rankingu ośmiu najlepszych zawodników
- {\displaystyle w} – parametr „wagi” turnieju, wynoszący:
  - 1 dla turniejów rozgrywanych tempem klasycznym
  - 0.8 dla Mistrzostw świata w szachach szybkich
  - 0.6 dla Mistrzostw świata w szachach błyskawicznych oraz innych turniejów szachów szybkich
  - 0.5 dla turniejów rozgrywanych mieszanym tempem szybkim oraz błyskawicznym
  - 0.4 dla turniejów rozgrywanych tempem błyskawicznym

### Punkty bazowe
Punkty bazowe przyznawane były zawodnikom, którzy ukończyli turniej w najlepszej ósemce zawodników (pod warunkiem, że są oni w pierwszej połowie wszystkich zawodników).
Ponadto, wszyscy zawodnicy, którzy odpadli w ćwierćfinałach Pucharu świata w szachach 2023, otrzymali 5 punktów bazowych, a ósemce najlepszych graczy doliczono dodatkowe 2 punkty bazowe.
| Punkty bazowe | Miejsce |
| ------------- | ------- |
| 10            | 1.      |
| 8             | 2.      |
| 7             | 3.      |
| 6             | 4.      |
| 5             | 5.      |
| 4             | 6.      |
| 3             | 7.      |
| 2             | 8.      |

### Klasyfikacja końcowa
Końcowa liczba punktów każdego gracza składała się z punktów uzyskanych w jego pięciu najlepszych turniejach, z czego przynajmniej cztery musiały być rozgrywane tempem klasycznym.
Gracze, którzy nie brali udziału w co najmniej 5 turniejach liczonych do FIDE Circuit, nie liczyli się do klasyfikacji końcowej całego cyklu.

## Wyniki
W klasyfikacji końcowej znalazło się tylko 16 zawodników, którzy rozegrali wymaganą ilość turniejów liczonych do FIDE Circuit. 
| Miejsce | Zawodnik                  | Punkty |
| ------- | ------------------------- | ------ |
| 1.      | Fabiano Caruana           | 118.61 |
| 2.      | Gukesh D                  | 87.36  |
| 3.      | Anisz Giri                | 84.31  |
| 4.      | Wesley So                 | 83.40  |
| 5.      | Arjun Erigaisi            | 81.24  |
| 6.      | Amin Tabatabaei           | 56.14  |
| 7.      | Rameshbabu Praggnanandhaa | 54.79  |
| 8.      | Nodirbek Abdusattorov     | 54.63  |
| 9.      | Hans Niemann              | 46.85  |
| 10.     | Javohir Sindarov          | 46.25  |
| 11.     | Vincent Keymer            | 40.88  |
| 12.     | Haik Martirosjan          | 38.44  |
| 13.     | Panayappan Sethuraman     | 30.44  |
| 14.     | Elham Amar                | 18.81  |
| 15.     | Eltac Səfərli             | 14.04  |
| 16.     | Raja Rithvik Rajavaram    | 3.49   |